# Ribes henryi
Ribes henryi är en ripsväxtart som beskrevs av Adrien René Franchet. Ribes henryi ingår i släktet ripsar, och familjen ripsväxter. Inga underarter finns listade i Catalogue of Life.